# The Daily Telegraph
El Daily Telegraph és un diari britànic fundat el 1855. La seva publicació germana, el Sunday Telegraph, es va fundar el 1961. Aquest rotatiu britànic va ser pioner en oferir una edició digital de diari, va ser el 1994. Existeix a més una publicació australiana del mateix nom. Afí al Partit Conservador (Tories), és conegut popularment com The Torygraph.

## Circulació i vendes
És el de més distribució dels diaris seriosos britànics amb 523.048 exemplars el 2014 per davant de The Times, amb 417.298 exemplars en la mateixa època. El 2002, el Telegraph era el diari britànic més venut, amb una tirada mitjana de 920.000 exemplars. S'ha de comparar aquesta xifra amb els 620.000 del Times, els 230.000 de l'Independent i els 400.000 del The Guardian.